# Monopis avara
Monopis avara är en fjärilsart som beskrevs av Edward Meyrick 1919. Monopis avara ingår i släktet Monopis och familjen äkta malar. Inga underarter finns listade i Catalogue of Life.